# الدبيلة
الدبيلة هي إحدى بلديات ولاية الوادي الجزائرية.

## أصل التسمية
قيل إن سيدي علي بن خزان سكن الوادي أولا، ثم انتقل إلى قمار، ولم تطل أقامته فيها، ومنها إلى البهيمة (حساني عبد الكريم)، ثم سافر إلى تونس، فلحق به أقاربه بالمغرب وسكنوا حي من أحياء تونس يدعى حي الحلفاوين.ثم رجع سيدي علي إلى سوف وسكن الدبيلة، ومنها انتقل إلى البهيمة، فأمره بعض الصالحين بالرجوع إلى محله السابق الدبيلة، فانتقل إليه.
ولقد تعددت الروايات في تسمية الدبيلة:
- 1- حيث قيل أن بذلك المكان غولية تهلك جميع من وجدته فلم يمر الناس بتلك الناحية خوفا منها فقالوا أن هذه أبيلة (مهلكة) وسموا أرضها أرض الدبيلة (فحرفها العامة من أبيلة إلى دبيلة) حتى جاء سيدي علي بن خزان فأخرجها منها ويقال أنها سكنت غمرة ونواحي الدميثة (قرب الرقيبة) بعد ذلك حتى جاءها أبنه سيدي علي بن خزان الحاج عمار فقتلها في تلك الجهة ويزعم أن آثار فرسه توجد حتى الآن ويعظم أهل قمار هذه الحادثة حيث يعطون شيئا من التمر لأبنائه مكافأة لما دفعه جدهم من ضر هذه الغولية. ويقول البعض أن تلك الغولية كانت تسمى الدبيلة.
- 2- يقال أيضا أن سيدي علي بن خزان سكن أماكن عديدة وفي أخرها أستقر في البهيمة حلم في المنام بأن يخرج منها وأن يجعل أبنته «دبيلة» تسير أمامه ففي أي مكان تتعب وتقف يكون منزله فيه فمشت أمامه وكان عندها سيدي علي بن خزان يحمل متاعه على ظهره وزوجته كذلك فتعب وتخلف عن البنت فلما رأياها قالا ذاك مكان الدبيلة فصار تلك الأرض تعرف بالدبيلة تلك فسميت القرية بذلك أيضا.
- 3- ويقال أيضا إن سيدي علي بن خزان وزوجته كانا يحملان متاعهما فتخلفت أبنته عليهما فقال لها «دبي لي دبي لي» وزوجته تقول لها «دبي ليه دبي ليه» فسميت الدبيلة لذلك القول
- وقيل أنه كان بذلك المكان شجر مهلك للإبل تسمى الشجرة الواحدة دبيلة أي مهلكة.

### الموقع الجغرافي
يحد بلدية الدبيلة كل من:
- شمالا: بلدية المقرن وبلدية حاسي خليفة
- جنوبا:الطريفاوي
- شرقا: منها إلى الحدود التونسية
- غربا: الزقم وسيدي عون والسويهلة

## التاريخ
يعود تاريخها إلى مؤسسها الولي الصالح علي بن خزان الذي كان يسفر طالبا للستقرار ونشر الدين الإسلامي فلم يجد مكان آمنا إلا هذا المكان الذي استقر فيه وعمر فيه.

## أحياء وقرى البلدية
تحوي الدبيلة على عدة قرى تابعة لها منها:
- الدبيلة وتنقسم إلى الدبيلة المركزية والدبيلة الشرقية
- اكفادو
- الدريميني ومنها حي ام الهناء
- الجديدة والتي تعتبر الأكثر كثافة سكانية بعد الدبيلة

## الفلاحة
تشتهر الدبيلة بالطابع الفلاحي المتنوع
منها الإنتاج الزراعي والإنتاج الحيواني
المنتوجات الزراعية
التمور
البطاطا
الطماطم
الفلفل بنوعيه
الخس
البطيخ
التفاح
البصل
الثوم
القمح
الزيتون
والإنتاج الحيواني
الدجاج
الأغنام

## وصلات أخرى

### وصلات داخلية
- دائرة الدبيلة